# Fontaine-sous-Montdidier
Fontaine-sous-Montdidier település Franciaországban, Somme megyében. Lakosainak száma 98 fő (2022. január 1.). Fontaine-sous-Montdidier Broyes, Cantigny, Le Cardonnois, Courtemanche, Gratibus, Grivesnes, Marestmontiers, Mesnil-Saint-Georges és Villers-Tournelle községekkel határos.

## Népesség
A település népességének változása:
| Lakosok száma | 119  | 112  | 110  | 108  | 108  | 108  | 105  | 101  | 98   |
|               | 2013 | 2015 | 2016 | 2017 | 2018 | 2019 | 2020 | 2021 | 2022 |